# Фуния на Берлезе-Тулгрен
|  | G) Източник на топлина (ел. крушка) F) Излъчвана топлина E) Фуния D) Почва или почвена постилка C) Мрежичка B) Съд за съхранение A) Течност за съхранение |

Фунията на Берлезе-Тулгрен е приспособление за отделяне на дребни животни, най-често членестоноги, от почвени проби. Изобретена е от италианския ентомолог Антонио Берлезе през 1905 г. и е модифицирана по-късно от Алберт Тулгрен. Нарича се още апарат или фуния на Берлезе и апарат или фуния на Тулгрен.

## Принцип на работа
Съоръжението работи като създава температурен градиент (разлика в температурата) нагрявайки почвената проба отгоре. Организмите се стремят да избягат от по-високата температура и от изсушаването и се придвижват надолу. Преминавайки през мрежичката отделяща почвата от съда за съхранение, животинките попадат в съда, който обикновено съдържа течност за съхраняването („консервирането“) им.
В оригиналното описание на Берлезе за източник на топлина се използва мях с гореща вода. Тулгрен предложил модификация при която топлината се излъчва от електрическа крушка с нажежаема жичка, а температурният градиент се усилва чрез метален цилиндър поставен около пробата.
Мрежичката се избира с минималната достатъчна големина за пропускане на изследваните организми, но не по-голяма, за да попада възможно най-малко почва в съда за съхранение. Най-често членестоногите се съхраняват в 70-80% разтвор на етанол, но най-подходящата течност зависи от вида на изследваните животни.